# Туре де Тулструп
Туре де Тулструп (швед. Thure de Thulstrup; 5 апреля 1848 — 9 июня 1930) — шведско-американский иллюстратор.

## Биография
Родился 5 апреля 1848 года в Стокгольме, Швеция. Его отец был секретарем шведского Военно-Морского Флота. Тулструп окончил Королевскую Военную академию в Стокгольме. В возрасте двадцати лет вступил в шведскую армию в качестве офицера. Однако вскоре он покинул Швецию и переехал в Париж, где он вступил в Иностранный французский легион, в котором встретил Франко-прусскую войну. Тулструп так же служил во французской части Северной Африки в качестве члена Первого Полка Зуавов. После ухода французской армии, переехал в Канаду в 1872 году, чтобы стать инженером. Он переехал в Соединённые Штаты в 1873 году, где он стал работать художником в «New York Daily Graphic», и, позже, «Frank Leslie’s Illustrated Newspaper», для документации местных событий. Со временем его навыки улучшились, и он стал подниматься по карьерной лестнице, что позволило ему работать для более престижных газет, таких как: «Century», «Harper’s Monthly», и «Scribner’s Magazine». Во время проживания в Нью-Йорке он учился в Лиге студентов-художников Нью-Йорка. Тулструп преимущественно изображал военно-исторические сцены. Его работы включают серию картин о Гражданской войне в США и иллюстрации из жизни в Вирджинии в середине XVIII века. Он также иллюстрировал множество других вещей.

## Галерея работ

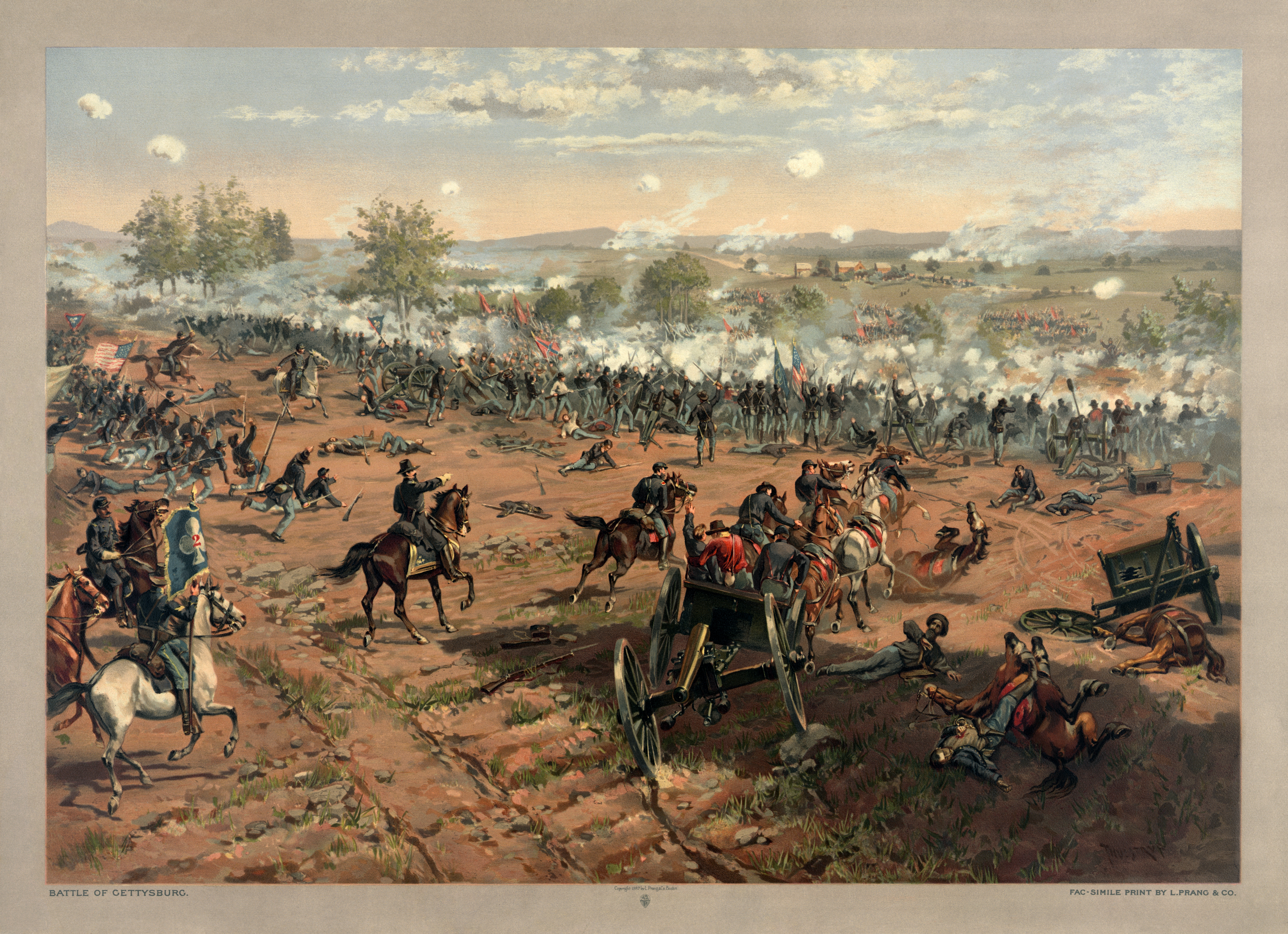
Битва при Геттисберге
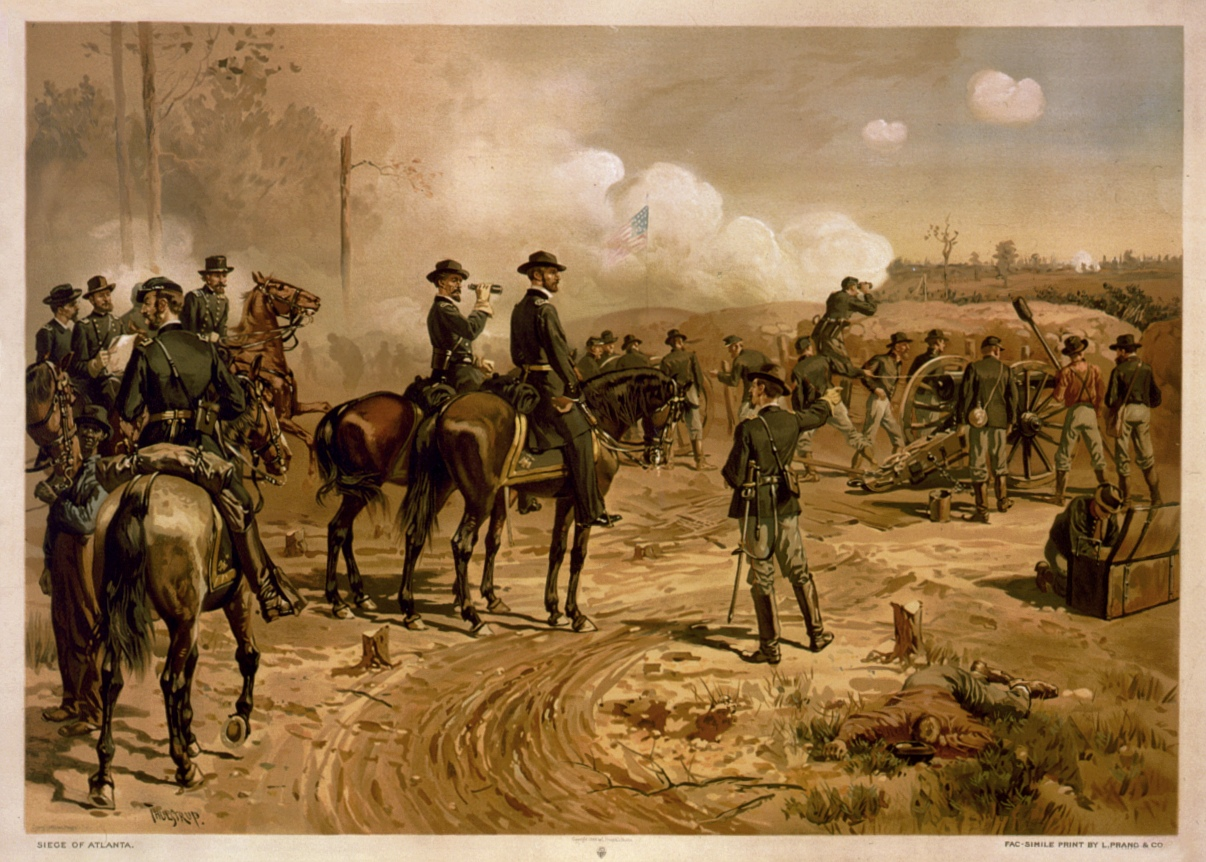
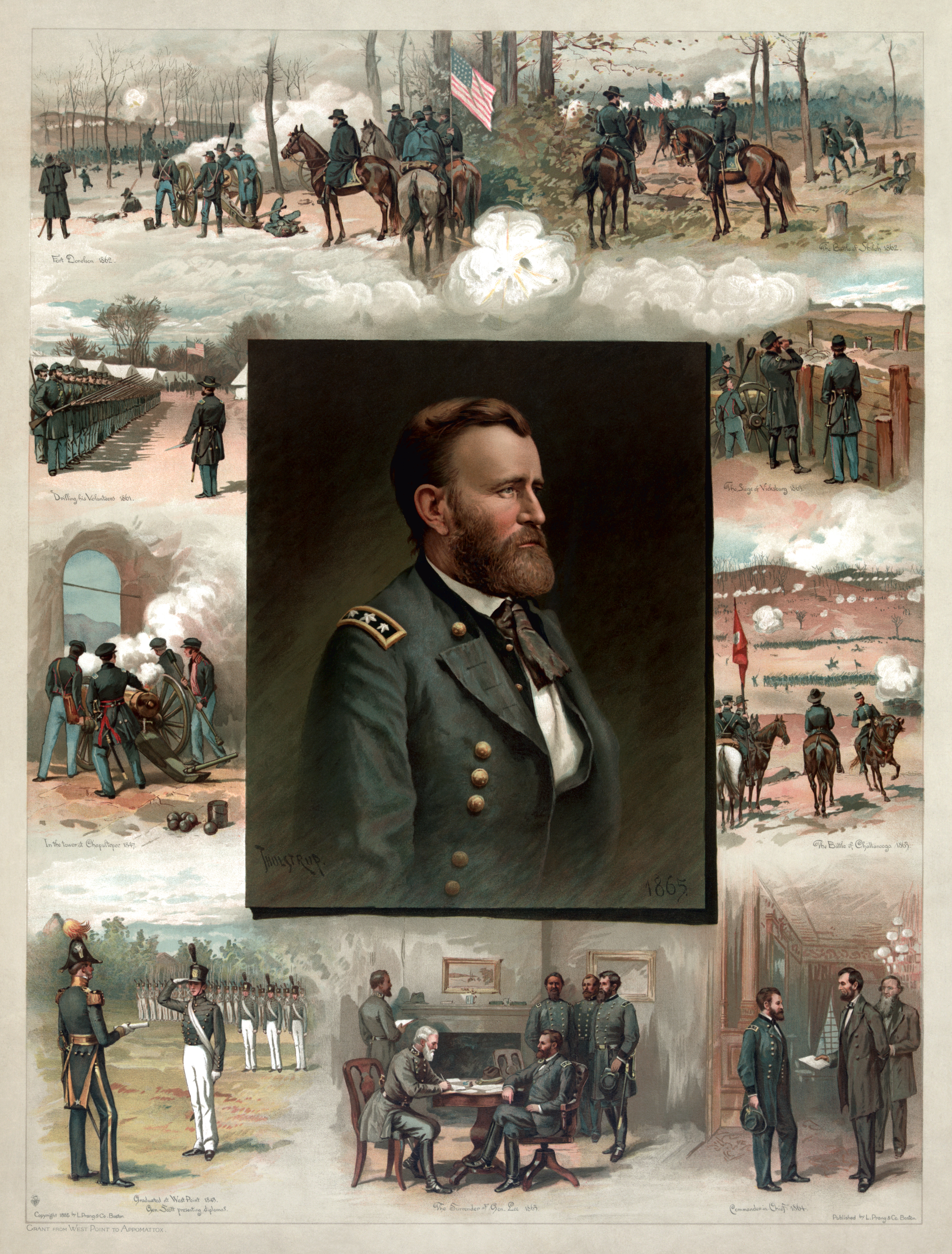

Один из его издателей, Луи Пранг, отозвался о Тулструпе как о «главном военном художнике в Америке», что было поддержано другими современными критиками.